# Comuna Șamșud, Sălaj
Șamșud este o comună în județul Sălaj, Transilvania, România, formată din satele Șamșud (reședința) și Valea Pomilor.

## Demografie
Componența etnică a comunei Șamșud
     Maghiari (78,49%)
     Romi (17,7%)
     Români (2,02%)
     Alte etnii (1,79%)
Componența confesională a comunei Șamșud
     Reformați (67,28%)
     Penticostali (15,97%)
     Baptiști (10,87%)
     Ortodocși (1,68%)
     Fără religie (1,4%)
     Alte religii (0,84%)
     Necunoscută (1,96%)
Conform recensământului efectuat în 2021, populația comunei Șamșud se ridică la 1.785 de locuitori, în creștere față de recensământul anterior din 2011, când fuseseră înregistrați 1.723 de locuitori. Majoritatea locuitorilor sunt maghiari (78,49%), cu minorități de romi (17,7%) și români (2,02%). Din punct de vedere confesional, majoritatea locuitorilor sunt reformați (67,28%), cu minorități de penticostali (15,97%), baptiști (10,87%), ortodocși (1,68%) și fără religie (1,4%), iar pentru 1,96% nu se cunoaște apartenența confesională.

## Politică și administrație
Comuna Șamșud este administrată de un primar și un consiliu local compus din 11 consilieri. Primarul, Zoltán Banto[*], de la Uniunea Democrată Maghiară din România, este în funcție din 2016. Începând cu alegerile locale din 2024, consiliul local are următoarea componență pe partide politice:
|  | Partid                                 | Consilieri | Componența Consiliului | Componența Consiliului | Componența Consiliului | Componența Consiliului | Componența Consiliului | Componența Consiliului | Componența Consiliului | Componența Consiliului | Componența Consiliului | Componența Consiliului | Componența Consiliului |
|  | -------------------------------------- | ---------- | ---------------------- | ---------------------- | ---------------------- | ---------------------- | ---------------------- | ---------------------- | ---------------------- | ---------------------- | ---------------------- | ---------------------- | ---------------------- |
|  | Uniunea Democrată Maghiară din România | 11         |                        |                        |                        |                        |                        |                        |                        |                        |                        |                        |                        |

## Atracții turistice
- Biserica ortodoxă „Sfinții Arhangheli Mihail și Gavriil” din satul Șamșud, construcție 1885, monument istoric. Nu a fost pictată.[7]